# Uzaki-chan wa Asobitai!
Uzaki-chan wa Asobitai! (Nhật: 宇崎ちゃんは遊びたい！ "Uzaki-chan muốn chơi đùa!") là một bộ manga được viết và minh họa bởi Take. Nó đã được đăng nhiều kỳ thông qua trang web Dra Dra Sharp của Niconico Seiga từ tháng 12 năm 2017 và được Fujimi Shobo xuất bản thành mười ba tập tankōbon kể từ tháng 3 năm 2025. Một bộ anime truyền hình chuyển thể bởi ENGI được công chiếu từ tháng 7 đến tháng 9 năm 2020. Mùa thứ hai của anime có tựa đề  Uzaki-chan wa Asobitai ω dự kiến phát sóng vào tháng 10 năm 2022.

## Tóm tắt
Uzaki Hana vui mừng khi phát hiện ra cô học cùng trường đại học với tiền bối hồi trung học của mình, Sakurai Shinichi. Tuy nhiên, sau một năm bí mật quan sát anh, cô đi đến kết luận anh là một người cô độc. Cô quyết định dành thời gian bên Shinichi nhiều nhất có thể; khởi đầu với kế hoạch một lối sống vui vẻ cho Shinichi. Liệu Shinichi có thể khiến cho Hana hiểu rằng anh thích ở một mình, hay anh sẽ bị thu hút bởi sự quyến rũ kỳ lạ của Hana?

## Nhân vật
Uzaki Hana (宇崎 花)
Lồng tiếng bởi: Ozora Naomi 
Một sinh viên đại học năm hai học cùng trường với Shinichi. Dù có thân hình đầy đặn nhưng Hana vẫn bị nhầm là học sinh tiểu học do chiều cao quá thấp. Là một người vui vẻ và hướng ngoại, cô ấy thất vọng vì Shinichi trải qua những ngày tháng cô độc ở đại học ngay trong năm đầu tiên theo học của cô. Vì vậy, cô quyết định giúp anh thoát khỏi lối sống cô độc ấy bằng cách theo chân anh đến bất cứ nơi đâu, khiến Shinichi đôi khi khó chịu và bối rối. Thời gian trôi qua, Hana bắt đầu nảy sinh tình cảm với Shinichi, nhưng cô không nhận ra điều đó.
Sakurai Shinichi (桜井 真一)
Lồng tiếng bởi: Akabane Kenji
Một sinh viên đại học năm ba, là tiền bối của Hana. Hai người họ gặp nhau lần đầu khi là thành viên của CLB bơi lội thời trung học. Hầu hết các cô gái trong trường đại học đều sợ đến gần Shinichi do vẻ ngoài đáng sợ của anh. Shinichi thường tỏ vẻ khó chịu với những trò hề của Hana, đặc biệt là những trò khiến anh phải trả giá, nhưng vẫn chịu đựng được miễn là cô ấy vui trong suốt cuộc sống đại học của mình. Anh ấy làm việc bán thời gian tại một quán cà phê gần trường và được nhiều khách hàng yêu thích vì vóc dáng cao ráo và tinh thần chăm làm.
Asai Ami (亜細 亜実)
Lồng tiếng bởi: Taketatsu Ayana
Một sinh viên đại học năm thứ tư học cùng trường với Shinichi và Hana. Cô làm việc ở cùng quán cà phê với Shinichi; quán do bố cô quản lý. Giống như bố mình, cô quan sát Shinichi và Hana từ xa để xem liệu mối quan hệ của họ có tiến triển hay không. Cô hay hóng thân hình cơ bắp của Shinichi kể từ ngày đầu tiên anh ấy làm việc ở quán.
Sakaki Itsuhito (榊 逸仁)
Lồng tiếng bởi: Takagi Tomoya
Bạn của Shinichi tại trường đại học Itsuhito, giỏi thể thao và nổi tiếng với các cô gái ở trường. Khi phát hiện ra Shinichi và Hana thường xuyên đi chơi cùng nhau, Sakaki đã hợp tác với Ami để giúp cả hai phát triển mối quan hệ của họ.
Asai Akihiko (亜細 亜紀彦)
Lồng tiếng bởi: Akimoto Yōsuke 
Bố của Ami và là chủ của Shinichi tại quán cà phê mà anh ấy làm thêm. Biết Hana thường đến thăm Shinichi mỗi lần anh ấy làm việc ở quán cà phê, ông quyết định quan sát cả hai từ xa với con gái của mình, thắc mắc rằng liệu mối quan hệ của họ có tiến triển tốt đẹp hay không.
Uzaki Tsuki (宇崎 月)
Lồng tiếng bởi: Hayami Saori
Mẹ của Hana. Cô cho rằng vẻ ngoài của Shinichi rất đáng sợ kể từ ngày đầu gặp anh, và tưởng rằng Shinichi có hứng thú với cô mỗi lần anh đến thăm nhà, mà sự thật là anh đến nhà Hana chỉ vì muốn chơi với con mèo nhà mình.
Uzaki Yanagi (宇崎 柳)
Lồng tiếng bởi: Kato Seina
Em gái út của Hana, học sinh năm hai sơ trung (tương đương lớp 8). Cô thích chơi game và đôi lúc trêu chọc bố mẹ cũng như anh chị của mình. Yanagi để tóc mái che cả mắt
Uzaki Fujio (宇崎 不二夫)
Lồng tiếng bởi: Ishikawa Hideo
Bố của Hana. Ông rất tôn trọng Shinichi.
Uzaki Kiri (宇崎 桐)
Lồng tiếng bởi: Sanpei Yūko
Em trai của Hana, học sinh năm hai cao trung (tương đương lớp 11) và là thành viên của CLB bơi lội.

## Truyền thông

### Manga
Uzaki-chan wa Asobitai! được viết và minh họa bởi Take. Bộ truyện được đăng nhiều kỳ thông qua trang web Dra Dra Sharp của Niconico Seiga vào ngày 1 tháng 12 năm 2017. Bộ truyện đã được biên soạn thành các tập tankōbon riêng lẻ. Tập đầu tiên được xuất bản vào ngày 9 tháng 7 năm 2018. Tính đến tháng 3 năm 2025, mười ba tập đã được xuất bản. Ở Bắc Mỹ, loạt truyện được mua bản quyền bởi Seven Seas Entertainment. Phiên bản tiếng Anh của tập đầu tiên được xuất bản vào ngày 17 tháng 9 năm 2019.
| #  | Ngày phát hành Tiếng Nhật | ISBN Tiếng Nhật   |
| -- | ------------------------- | ----------------- |
| 1  | 9 tháng 7 năm 2018        | 978-4-04-072779-0 |
| 2  | 8 tháng 2 năm 2019        | 978-4-04-073095-0 |
| 3  | 9 tháng 7 năm 2019        | 978-4-04-073260-2 |
| 4  | 7 tháng 2 năm 2020        | 978-4-04-073499-6 |
| 5  | 9 tháng 7 năm 2020        | 978-4-04-073712-6 |
| 6  | 19 tháng 3 năm 2021       | 978-4-04-074013-3 |
| 7  | 6 tháng 8 năm 2021        | 978-4-04-074205-2 |
| 8  | 9 tháng 3 năm 2022        | 978-4-04-074458-2 |
| 9  | 9 tháng 9 năm 2022        | 978-4-04-074675-3 |
| 10 | 9 tháng 3 năm 2023        | 978-4-04-074907-5 |
| 11 | 8 tháng 12 năm 2023       | 978-4-04-075236-5 |
| 12 | 9 tháng 7 năm 2024        | 978-4-04-075514-4 |
| 13 | 7 tháng 3 năm 2025        | 978-4-04-075831-2 |

### Anime
Kadokawa đã công bố chuyển thể sê-ri truyền hình anime vào ngày 3 tháng 2 năm 2020. Bộ phim do ENGI làm hoạt hình và Kazuya Miura đạo diễn, với Takashi Aoshima xử lý phần dàn dựng, Manabu Kurihara thiết kế nhân vật và Satoshi Igarashi soạn nhạc. Nó được công chiếu vào ngày 10 tháng 7 năm 2020 trên AT-X và các kênh khác. Bài hát chủ đề mở đầu, "Nadamesukashi Negotiation" (なだめスかし Negotiation), được thể hiện bởi Kano và Naomi Ozora (lồng tiếng Uzaki Hana). Bài hát chủ đề kết thúc, "Kokoro Knock" (ココロノック Kokoro Nokku), được thể hiện bởi YuNi. Anime sẽ kéo dài 12 tập. Vào ngày 3 tháng 7 năm 2020, Funimation thông báo tại FunimationCon rằng họ đã mua bản quyền anime và phát trực tuyến anime trên trang web của hãng ở Bắc Mỹ và quần đảo Anh, cũng như trên AnimeLab ở Úc và New Zealand.
Mùa thứ hai của anime với tựa đề Uzaki-chan wa Asobitai ω sẽ lên sóng vào tháng 10 năm 2022. Ban nhân sự cũ trở lại sản xuất mùa này. Bài hát mở đầu là "Ichigro Ichie Celebration" (いちごいちえ Celebration), được thể hiện bởi Kano và Naomi Ozora (lồng tiếng Uzaki Hana).

## Đón nhận
Bộ truyện được xếp hạng trong danh sách 20 web manga hàng đầu thuộc giải thưởng manga "Tsugi ni Kuru" của Niconico năm 2018.